# Ankaraobato (Boeny)
Ankaraobato is een plaats en commune in het noordwesten van Madagaskar, behorend tot het district Marovoay, dat gelegen is in de regio Boeny. Tijdens een volkstelling in 2001 telde de plaats 7.156 inwoners.
De plaats biedt enkel lager onderwijs aan. 60 % van de bevolking werkt als landbouwer, 29 % houdt zich bezig met veeteelt en 10 % verdient zijn brood als visser. Het belangrijkste landbouwproduct is rijst; andere belangrijke producten zijn bananen en mais. Verder is 1% actief in de dienstensector.